# Konwikt Teatynów w Warszawie
Konwikt Teatynów w Warszawie – konwikt księży teatynów, który znajdował się w Warszawie przy ul. Długiej do 1939 roku. 

## Historia
Teatyni sprowadzeni zostali do Polski na początku XVIII wieku i w 1737 założyli w Warszawie nowoczesną szkołę szlachecką kształcącą zamożną młodzież. Szkoła była ekskluzywna i nie cieszyła się dobrą opinią w patriotycznych kręgach społeczeństwa (większość nauczycieli pochodziła z Włoch). Wychowankami tej szkoły byli m.in. Stanisław August Poniatowski, Kazimierz Pułaski czy Karol Maurycy Lelewel (ojciec Joachima Lelewela).
Budynek zbudowany był na planie czworoboku z wewnętrznym dziedzińcem i kaplicą w skrzydle od strony ul. Długiej. 
W 1783 teatyni sprzedali swoje budynki i opuścili Polskę, a budynki straciły charakter sakralny. Budynki zniszczone w czasie II wojny światowej nie zostały odbudowane, choć w czasie budowy domów przy ul. Długiej przez spółdzielnię prawników natrafiono na fundament kaplicy i krypty grobowe zakonników. 